# Give 'em hell, kid
«Give 'em hell, kid» es una canción de la banda estadounidense de rock My Chemical Romance. Es la segunda pista del álbum Three cheers for sweet revenge, publicado en 2004. Fue creada usando como modelo al disco Dear you de la banda Jawbreaker, al igual que otras canciones del álbum, como «Helena». En el año 2012, Mikey Way dijo que «Give 'em hell, kid» es su canción favorita de My Chemical Romance para tocar el bajo; también añadió: «Siempre resulta que en vivo la tocamos agresivamente rápido y con enojo, junto con un dulce muro de distorsión. Nuestros fans siempre parecen pasar un gran momento durante esta canción también».

## Descripción
La canción habla sobre un hombre en mal estado que le dice a su amada que no tiene razones para quedarse con él, pero que igual la ama.
El cantante de la banda, Gerard Way, dijo que esta canción habla del embarazo adolescente, o, en sus palabras, de «cuando recibes un maldito golpe».